# Kanton Limonest
Limonest is een voormalig kanton van het Franse departement Rhône. Het kanton maakt deel uit van het arrondissement Lyon.

## Gemeenten
Het kanton Limonest omvat de volgende gemeenten:
- Chasselay
- Les Chères
- Civrieux-d'Azergues
- Collonges-au-Mont-d'Or
- Limonest (hoofdplaats)
- Lissieu
- Marcilly-d'Azergues
- Saint-Cyr-au-Mont-d'Or
- Saint-Didier-au-Mont-d'Or